# Gatka (powiat pułtuski)
Gatka – wieś w Polsce położona w województwie mazowieckim, w powiecie pułtuskim, w gminie Winnica.
Wieś wchodzi w skład sołectwa Błędostowo.
W latach 1975–1998 miejscowość administracyjnie należała do województwa ciechanowskiego.